# Сезон жіночої збірної України з футболу 2015
Сезон жіночої збірної України з футболу 2015 — 23-й сезон жіночої національної команди, що розпочався 19 вересня товариським матчем зі збірною Португалії.
Протягом сезону команда провела 4 матчі: 2 товариських та 2 відбіркових до чемпіонату Європи 2017. Тренерський штаб використав у іграх 19 футболісток.

## Матчі

### Португалія 1:1 Україна
| 139. Товариський матч 19 вересня 2015 17:00 UTC+2 |

| Португалія        | 1:1      | Україна              |
| ----------------- | -------- | -------------------- |
| Джесіка Сілва 58' | Протокол | Дарина Апанащенко 8' |

| Тавейра |

### Португалія 0:2 Україна
| 140. Товариський матч 21 вересня 2015 17:00 UTC+2 |

| Португалія | 0:2      | Україна                                         |
| ---------- | -------- | ----------------------------------------------- |
|            | Протокол | Дарина Апанащенко 60' (пен.) Ольга Бойченко 84' |

| Туча |

### Україна 2:2 Румунія
| 141. ЧЄ-2017 (кваліфікація) 22 жовтня 2015 19:00 UTC+2 |

| Україна                              | 2:2      | Румунія                            |
| ------------------------------------ | -------- | ---------------------------------- |
| Ія Андрущак 64' Тетяна Романенко 72' | Протокол | Андреа Войку 13' Адіна Джурджу 82' |

| Львів, «Арена Львів» Арбітр: Емі Райнер |

### Україна 0:3 Франція
| 142. ЧЄ-2017 (кваліфікація) 27 жовтня 2015 22:00 UTC+2 |

| Україна | 0:3      | Франція                                             |
| ------- | -------- | --------------------------------------------------- |
|         | Протокол | Марі-Лор Делі 42' Еліз Буссалья 59' Амель Мажрі 68' |

| Львів, «Арена Львів» Арбітр: Естер Стаублі |

## Статистика

### Склад команди
| №            | Гравець           | Клуб (у 2015)   | Дата народження  | Вік      | Ігор     | Голів    |          |
| Воротарі     | Воротарі          | Воротарі        | Воротарі         | Воротарі | Воротарі | Воротарі | Воротарі |
| ------------ | ----------------- | --------------- | ---------------- | -------- | -------- | -------- | -------- |
|              | Ірина Зварич      | «Зірка-2005»    | 8 травня 1983    | 32       | 3        | 3п       |          |
|              | Катерина Самсон   | «Рязань-ВДВ»    | 5 липня 1988     | 27       | 2        | 3п       |          |
|              | Ірина Саніна      | «Житлобуд-1»    | 8 жовтня 1985    | 30       | 1        | 0п       |          |
| Захисники    |                   |                 |                  |          |          |          |          |
|              | Тетяна Чорна      | «Росіянка»      | 25 лютого 1981   | 34       | 4        | 0        |          |
|              | Дарія Кравець     | «Зоркий»        | 21 березня 1994  | 22       | 4        | 0        |          |
|              | Ольга Басанська   | «Рязань-ВДВ»    | 6 січня 1992     | 24       | 4        | 0        |          |
|              | Ірина Василюк     | «Рязань-ВДВ»    | 18 травня 1985   | 31       | 4        | 0        |          |
|              | Анастасія Філенко | «Надєжда-Днєпр» | 1 листопада 1990 | 26       | 4        | 0        |          |
| Півзахисники |                   |                 |                  |          |          |          |          |
|              | Дарина Апанащенко | «Зірка-2005»    | 16 травня 1986   | 30       | 4        | 2        |          |
|              | Ольга Бойченко    | «Зірка-2005»    | 6 січня 1989     | 27       | 4        | 1        |          |
|              | Ія Андрущак       | «Зірка-2005»    | 13 березня 1987  | 29       | 4        | 1        |          |
|              | Надія Хаванська   | «Дончанка-Азов» | 2 квітня 1989    | 27       | 3        | 0        |          |
|              | Таміла Хімич      | «Легенда»       | 13 вересня 1994  | 22       | 2        | 0        |          |
|              | Людмила Пекур     | «Рязань-ВДВ»    | 6 січня 1981     | 35       | 2        | 0        |          |
|              | Ірина Кочнєва     | «Легенда»       | 1 вересня 1994   | 22       | 1        | 0        |          |
|              | Христина Єременко | «Житлобуд-1»    | 30 липня 1991    | 25       | 1        | 0        |          |
| Нападники    |                   |                 |                  |          |          |          |          |
|              | Тетяна Романенко  | «Сувон»         | 3 жовтня 1990    | 26       | 4        | 1        |          |
|              | Тетяна Козиренко  | «Легенда»       | 4 травня 1996    | 20       | 4        | 0        |          |
|              | Ольга Овдійчук    | «Житлобуд-1»    | 16 грудня 1993   | 23       | 3        | 0        |          |
|              |                   |                 |                  |          |          |          |          |

### Тренери
| Тренер         | І | В | Н | П | МЗ | МП | О |
| -------------- | - | - | - | - | -- | -- | - |
| Володимир Рева | 4 | 1 | 2 | 1 | 5  | 6  | 5 |

### Баланс матчів
| За полями            |   |   |   |   |    |    |   |
| Поле                 | І | В | Н | П | МЗ | МП | О |
| Власне               | 2 | 0 | 1 | 1 | 2  | 5  | 1 |
| Чуже                 | 2 | 1 | 1 | 0 | 3  | 1  | 4 |
| За турнірами         |   |   |   |   |    |    |   |
| Турнір               | І | В | Н | П | МЗ | МП | О |
| Кваліфікація ЧЄ-2017 | 2 | 0 | 1 | 1 | 2  | 5  | 1 |
| Товариські матчі     | 2 | 1 | 1 | 0 | 3  | 1  | 4 |
| Всього               | 4 | 1 | 2 | 1 | 5  | 6  | 5 |